# Lisia Góra (gmina)
Lisia Góra – gmina wiejska w województwie małopolskim, w powiecie tarnowskim. W latach 1975–1998 gmina położona była w województwie tarnowskim.
Siedziba gminy to Lisia Góra.
Według danych z 31 grudnia 2017 roku gminę zamieszkiwało 15 226 osób.

## Struktura powierzchni
Według danych z roku 2002 gmina Lisia Góra ma obszar 105,4 km², w tym:
- użytki rolne: 76%
- użytki leśne: 13%

Gmina stanowi 7,44% powierzchni powiatu.

## Demografia

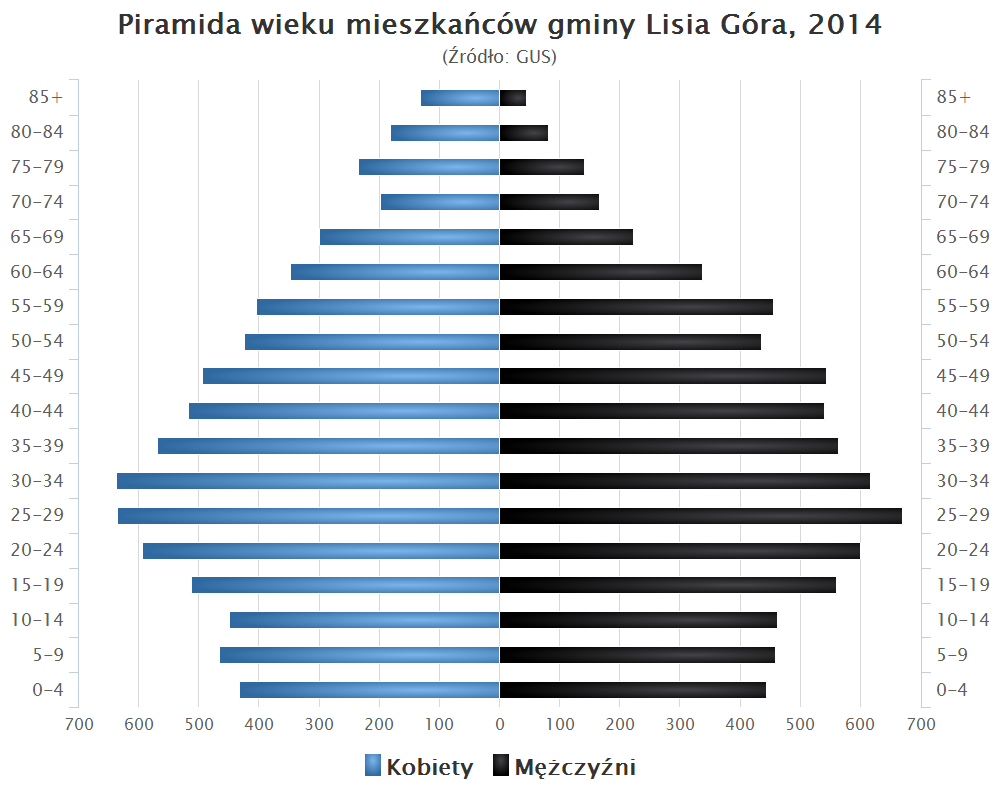
Piramida wieku mieszkańców gminy Lisia Góra w 2014 roku

- 1995 – 12 212
- 1996 – 12 304
- 1997 – 12 394
- 1998 – 12 577
- 1999 – 12 754
- 2000 – 12 891
- 2001 – 13 099
- 2002 – 13 266
- 2003 – 13 415
- 2004 – 13 596
- 2005 – 13 653
- 2006 – 13 734
- 2007 – 13 883
- 2008 – 14 041
- 2009 – 14 128
- 2010 – 14 248
- 2011 – 14 500
- 2012 – 14 683
- 2013 – 14 762
- 2014 – 14 866
- 2015 – 14 975
- 2016 – 15 086
- 2017 – 15 226
- 2018 – 15 332
- 2019 – 15 402
- 2020 – 15 432
- 2021 – 15 455
- 2022 – 15 537  [4]

Dane z 31 grudnia 2008:
| Opis                              | Ogółem | Ogółem | Mężczyźni | Mężczyźni | Kobiety | Kobiety |
| --------------------------------- | ------ | ------ | --------- | --------- | ------- | ------- |
| jednostka                         | osób   | %      | osób      | %         | osób    | %       |
| populacja                         | 14 041 | 100    | 6900      | 49,1      | 7141    | 50,9    |
| gęstość zaludnienia (mieszk./km²) | 133,2  | 133,2  | 65,5      | 65,5      | 67,7    | 67,7    |

## Sołectwa
- Breń
- Brzozówka
- Kobierzyn
- Lisia Góra
- Łukowa
- Nowa Jastrząbka
- Nowe Żukowice
- Pawęzów
- Stare Żukowice
- Śmigno
- Zaczarnie

## Sąsiednie gminy
Czarna, Dąbrowa Tarnowska, Radgoszcz, Tarnów (miasto), Tarnów, Żabno